# 알렉산드르 차야노프
알렉산드르 바실리예비치 차야노프(Alexander Vasilyevich Chayanov, 러시아어: Александр Васильевич Чаянов, 1888년 1월 17일 ~ 1937년 10월 3일)는 러시아와 소련의 농업경제학자, 농업사회학자이자 작가이다. 1888년 모스크바에서 상인의 아들로 태어났다. 1920년대 신경제정책이 시행된 시기를 전후로 소련의 농업인민위원회(나르콤젬, 러시아어: Наркомзем)와 국가계획위원회에서 활동했다. 농촌경제에 관해 연구하였으며, 이반 크렘뇨프(러시아어: Иван Кремнёв)나 식물학자 X(러시아어: ботаником Х)라는 필명으로 소설을 발표하기도 했다. 1937년 알마아타에서 총살당했다.